# Bodenwerder
Bodenwerder este un oraș din landul Saxonia Inferioară, Germania.

## Personalități
- Baronul de Münchhausen (1720-1797), nobil german

1. ↑  Alle politisch selbständigen Gemeinden mit ausgewählten Merkmalen am 31.12.2018 (4. Quartal) (în germană), Statistisches Bundesamt[*], arhivat din original la 10 martie 2019, accesat în 10 martie 2019